# مانتیگا (بازیکن فوتبال)
مانتیگا (به پرتغالی: David Henrique dos Santos) هافبک اهل برزیل است که در شهر ماسیو و در تاریخ ۱۹ مارس ۱۹۹۰ به دنیا آمده‌است.
مانتیگا در تیم‌های فوتبال Gama سابقهٔ حضور دارد.